# Archilejeunea
Archilejeunea là một chi rêu trong họ Lejeuneaceae.